# Любатуров, Александр
Александр Любатуров (род. 4 апреля 1942) — советский гребец. Мастер спорта СССР.
Представлял спортивное общество «Труд» (Москва). Чемпион СССР 1972 года в четвёрке с рулевым.
Участник Олимпийских игр 1972 года в Мюнхене (четвёртое место).